# Place of Skulls
Place of Skulls est un groupe américain de doom metal, originaire de Knoxville, Tennessee.

## Histoire
Place of Skulls est formé en 2000 par Victor Griffin, ex-guitariste de Pentagram. Griffin quitte Pentagram en 1996 et se convertit au christianisme avant de créer le groupe. Le nom est une référence biblique au Golgotha. Le groupe sort son premier album, Nailed, chez Southern Lord Records en 2002. Beaucoup de ces chansons traitent de la nouvelle foi de Griffin dans le christianisme. Quatre chansons de la session Nailed étaient explicitement chrétiennes et, pour cette raison, n'apparaissent pas sur l'album. Elles sortent sous le nom de Love Through Blood EP en 2005.
Scott « Wino » Weinrich rejoint le groupe pour leur deuxième album, With Vision. L'album sort chez Southern Lord Records en 2003. Peu après, Wino quitte le groupe pour se concentrer sur The Hidden Hand. En 2006, le groupe signe sur le label allemand Exile on Mainstream Records et sort l'album The Black Is Never Far. En 2010, le groupe sort son quatrième album, As a Dog Returns. Le 17 juin 2016, Place of Skulls réédite l'ensemble de sa discographie en version numérique sur le label Stone Groove Records. Le groupe est également fréquemment invité dans l'émission de radio hebdomadaire Stone Grooves and Deep Cuts.

## Discographie

### Albums studio
- 2001 : Nailed (Southern Lord Records)
- 2003 : With Vision (Southern Lord Records)
- 2006 : The Black Is Never Far (Exile on Mainstream Records)
- 2010 : As a Dog Returns (Giddy Up! Records)
- 2016 : In-Graved (Stone Groove Records)

### EP
- 2002 : Place of Skulls (Southern Lord Records)
- 2005 : Love Through Blood (Outlaw Recordings)